# Xã Brantford, Quận Washington, Kansas
Xã Brantford (tiếng Anh: Brantford Township) là một xã thuộc quận Washington, tiểu bang Kansas, Hoa Kỳ. Năm 2010, dân số của xã này là 76 người.